# Spomenik Dmitru Zvonimiru u Kninu
Spomenik Dmitru Zvonimiru kip je posvećen hrvatskome kralju Dmitru Zvonimiru u Kninu. Rad je kipara Aleksandra Guberine.
Postavljanje spomenika potaknula je Družba »Braća Hrvatskog Zmaja«. Spomenik visine četiri metara postavljen je na Trgu Oluje u Kninu. Lijevan je u umjetničkoj ljevaonici Akademije likovnih umjetnosti u Zagrebu.